# 現金に体を張れ (曲)
「現金に体を張れ」（げんなまにからだをはれ）は、2003年7月16日にRHYMESTERが発売したシングル。発売元はKi/oon Records。

## 収録曲
1. 現金に体を張れ
(作詞：S.Sasaki, D.Sakama / 作曲：D.Sakama)
2. 続・現金に体を張れ
(作詞：S.Sasaki, D.Sakama / 作曲：D.Sakama)
3. 続・現金に体を張れ (JIN-strumental)